# السلف الأعلى (الحيمة الخارجية)

تعديل مصدري - تعديل

السلف الأعلى هي إحدى قرى عزلة السدس بمديرية الحيمة الخارجية التابعة لمحافظة صنعاء، بلغ تعداد سكانها 78 نسمة حسب تعداد اليمن لعام 2004.